# James Long
James Long (Guayaquil, Ecuador, 1974) más conocido como El Sukitruki, es un actor y comediante ecuatoriano con raíces norteamericanas, conocido por sus stand up de La Guerra de las Hayacas.

## Biografía
Realizó los guiones del prográma cómico de parodias Sin ánimo de ofender, de SíTV, durante los años de 1990.
Fue parte del programa PHD: La lista negra, conducido por Francisco Pinoargotti, para TC Televisión, donde fue conocido como El Manayé.
Comenzó a realizar stand up comedy en bares y restaurantes de la ciudad, bajo el nombre de El Sukitruki, siendo La Guerra de las Hayacas, el monólogo que más ha presentado, donde acostumbra a hacer doblajes de escenas de la película Star Wars y de varias series.
En 2014 debuta en cine, participando en la película ecuatoriana Medardo, dirigida por Nitsy Grau.
En 2016 formó parte del elenco de la telenovela La Trinity de Ecuavisa. También participó en la telenovela 3 familias y en 2020 participó en la telenovela Antuca me enamora de TC Televisión.

## Filmografía
- (2020) Antuca me enamora - Franco Gianetti
- (2018) 3 familias (T6) - El Diablo
- (2020) La fiesta del gol
- (2018) 3 familias (T4) - Sukitruki
- (2016-2017) La Trinity - El Ingeniero
- (2014) Medardo - Comisario Malovich
- (2013-2014) PHD - Ye, el Manayé
- (1990) Sin ánimo de ofender